# 10110 Jameshead
A 10110 Jameshead (ideiglenes jelöléssel (10110) 1992 LJ) a Naprendszer kisbolygóövében található aszteroida. G. J. Leonard fedezte fel 1992. június 3-án.

## Kapcsolódó szócikk
- Kisbolygók listája (10001–10500)